# 地蔵院 (京都市西京区)
地蔵院（じぞういん）は、京都市西京区にある臨済宗系単立の寺院。山号は衣笠山（えりゅうざん）。本尊は地蔵菩薩。周囲が竹林で囲まれていることから竹寺、竹の寺の通称で知られる。

## 歴史
この場所は、もともと鎌倉時代に衣笠内大臣といわれた歌人の藤原家良が山荘を営んでいたところである。当地は貞治6年（1367年）には尼僧・妙性の所有となっていたが、同年に室町幕府の管領細川頼之がそれを買取って、新しく寺院が創建された。それが当院の始まりである。
頼之は碧潭周皎（へきたんしゅうこう、宗鏡禅師）を開山として招いたが、碧潭は恩師である夢窓疎石を勧請開山とし、自ら第二世となった。山号は衣笠内大臣にちなんで衣笠山（えりゅうざん）とされ、本尊は最澄作といわれる延命安産の地蔵菩薩像が祀られた。
当院は崇光天皇、後光厳天皇、後円融天皇の御願寺に準ぜられ、境内は17万平方メートル、末寺も26ヵ寺、諸国に領地54ヵ所をもつ一大禅刹となった。また、一休宗純は当院の近くで生まれた後、6歳で出家するまで母・伊予局とともに当院で過ごしたと伝えられている。
隆盛を誇った当院であったが、応仁の乱の兵火により伽藍が焼失し寺運も衰えた。江戸時代までは境内にわずか2つの末寺が残っているだけだったが、皇室の深恩と細川氏の援助等により貞享3年（1686年）に方丈（京都市登録有形文化財）が再建されるなどして寺観が整備された。
明治時代になると竜済寺・延慶寺を合併している。
当院はそれまで臨済宗天龍寺派に属していたが、1968年（昭和43年）に独立して単立寺院となっている。
2017年（平成29年）に「一休禅師母子像」が境内に造立されている。
当院には地蔵院十境というものが伝わっている。十境として金剛界門・衣笠山・来鳳軒・枯木堂・観音殿・地蔵宝殿・尺竜谷・尸陀林・不動井・興雲洞がある。
境内は、京都市の文化財環境保全地区に指定されている。

## 境内
- 本堂
- 細川頼之の墓 - 細川石とも呼ばれる。
- 碧潭周皎（宗鏡禅師）の墓
- 鎮守堂
- 中門
- 庫裏
- 方丈（京都市登録有形文化財） - 貞享3年（1686年）再建。襖絵「海南行」「瀟湘八景の図」「瀑布図」は、細川頼之の子孫である元内閣総理大臣細川護熙の筆[7]。
- 庭園「十六羅漢の庭」（京都市登録名勝） - 平庭式枯山水庭園で碧潭周皎による作庭という。当院の羅漢は石清水八幡宮に願をかけているのでその方向に少しずつ傾いている[2]。
- 一休禅師母子像 - 2017年（平成29年）造立。
- 総門

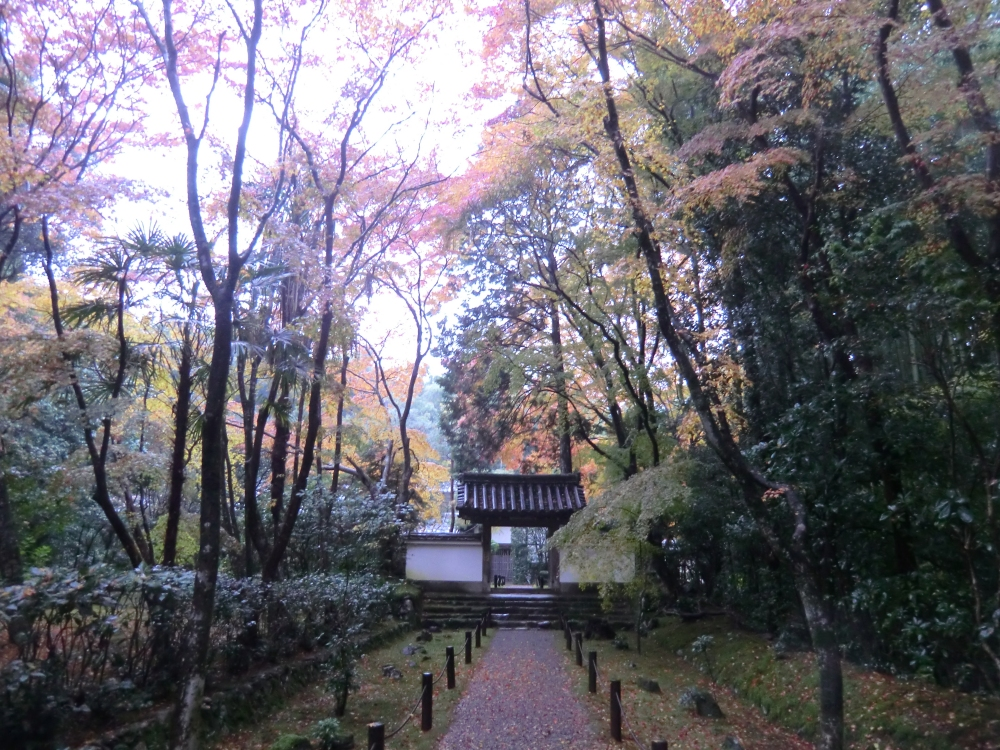
中門
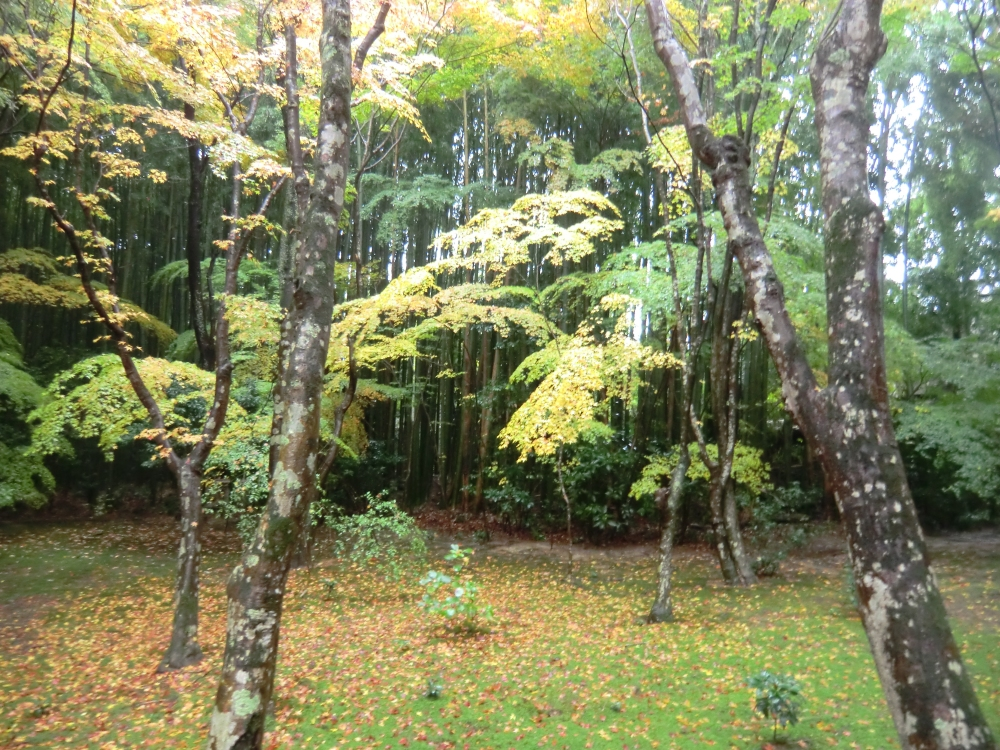
境内
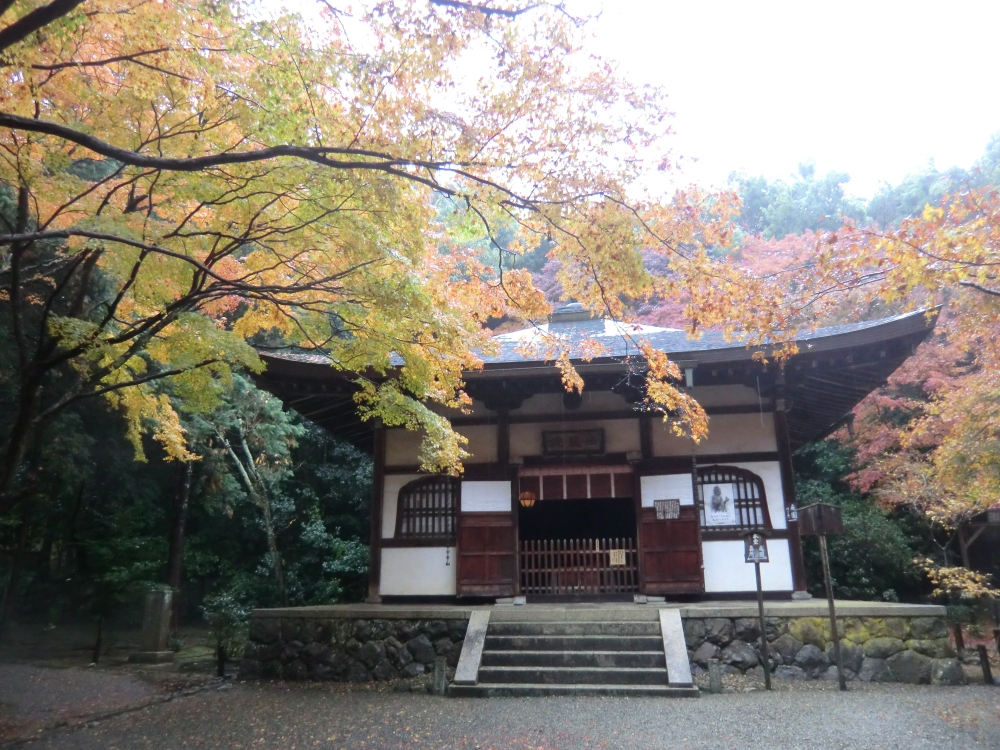
本堂

## 文化財

### 重要文化財
- 銅造千手観音坐像 - 鎌倉時代。像高27.9cmの小像。細川頼之の妻の念持仏であったと伝える。

### 京都市登録有形文化財
- 方丈

### 京都市登録名勝
- 庭園

## 所在地
- 京都府京都市西京区山田北ノ町23

## アクセス
- 阪急嵐山線 上桂駅より徒歩約16分。
- 京都駅から京都バス苔寺・すず虫寺行き終点下車、徒歩約3分。

## 周辺
- 西芳寺 - 通称：苔寺
- 華厳寺 - 通称：鈴虫寺
- 浄住寺 - 黄檗宗